# Mazda K360
El Mazda K360 (マツダ・K360, Matsuda K360) fou un model d'automòbil lleuger o kei car produït pel fabricant d'automòbils japonés Mazda entre els anys 1959 i 1969. Fou apodat Kesaburō (けさぶろう) per la pronunciació dels números del seu nom. El model, una camioneta de tres rodes i tipologia molt popular durant el miracle econòmic nipó, venia a substituir als Mazda-Go, una sèrie de motocarros de tres rodes desenvolupats abans de la guerra. El K360 va tindre un model bessó, el Mazda T600, amb un motor més gran.

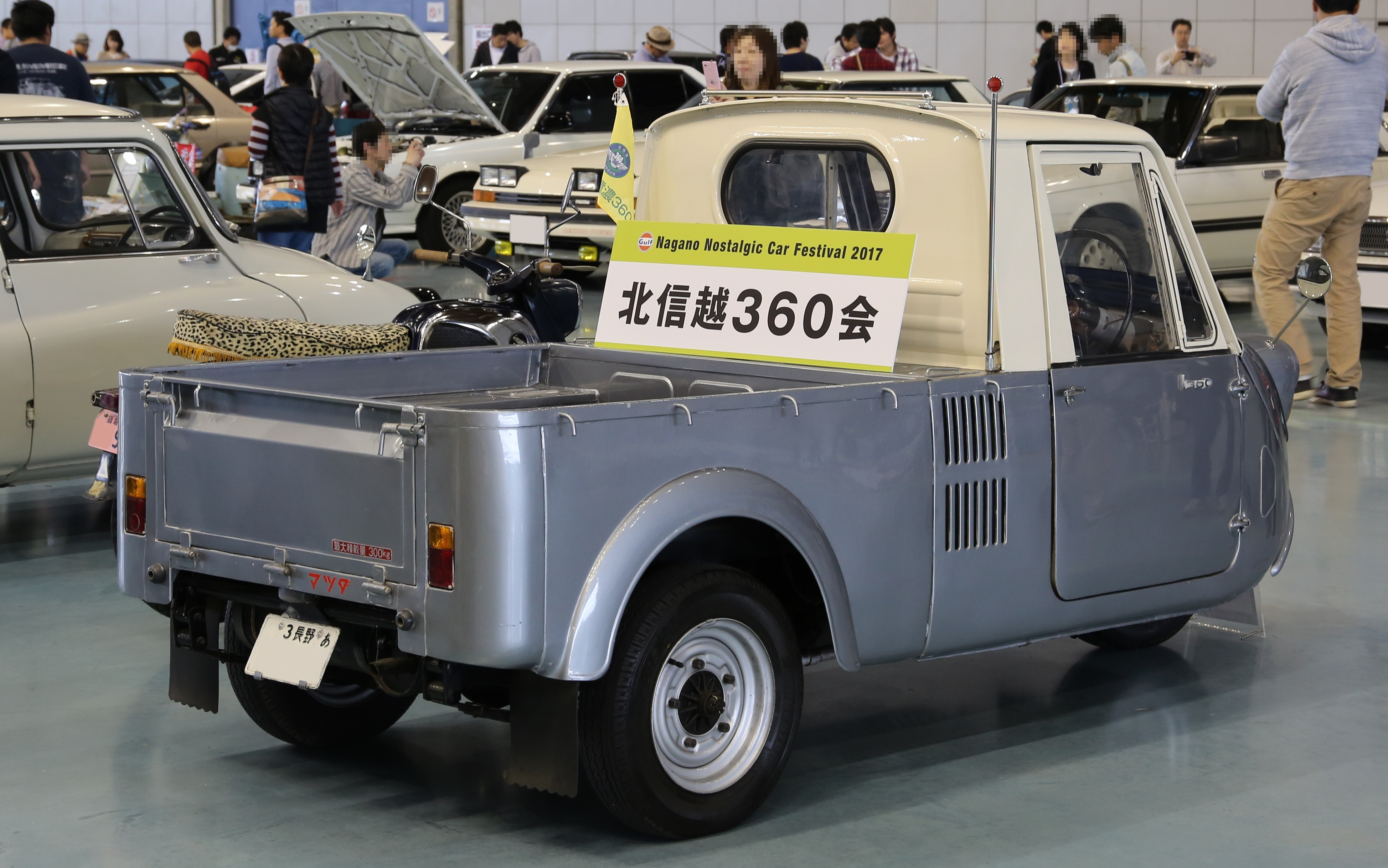
Mazda K360 (1967)

Abans del K360, Mazda ja tenia una gran experiència en la construcció de motocarros, sent considerada pionera en la construcció d'aquests vehicles. La elegant i cridanera carrosseria del K360 fou dissenyada per Jirō Kosugi. El K360 isqué al mercat el maig de 1959, coincidint amb el llançament del Daihatsu Midget MP amb volant redó i esdevenint immediatament objecte de comparació directa. No obstant, el K360 fou considerat superior al Midget en equipament i silenciositat. A més, el diàmetre de les rodes, de 12 polzades, en comparació amb les 9 polzades del Mideget millorava l'estabilitat de conducció i donava una imatge de vehicle més gran que la resta dels models de la seua categoria.
Pel que fa al mecanisme, el propi motor i la forma en què està muntat són distintius. El motor és un de gasolina OHV V-twin BA de 4 temps refrigerat per aire amb un angle d'inclinació de 76° i lubricació per carter sec. La potència màxima és d'11 cavalls de potència a 4300 revolucions per minut (rpm), i el parell màxim és de 2,2 kg-m a 3.000 rpm en conducció. La seua velocitat màxima era de 65 quilòmetres per hora. Tot i que aquesta disposició del motor era un desavantatge pel que fa a la longitud absoluta de la plataforma de càrrega, era superior als models de la competència en termes de silenci, centre de gravetat baix i manteniment, ja que es podia muntar el motor de dos cilindres aïllat de la cabina. El motor també era lleuger mitjançant l'ús extensiu de l'alumini. La transmissió és un tipus de malla constant per a la transmissió davantera i un tipus de fricció selectiva per a la darrera. El marc és un marc d'escala triangular i la suspensió és una forquilla rígida + enllaç inferior + molla helicoïdal a la part davantera i una molla de fulla semi-el·líptica + eix rígid a la part posterior. Els amortidors només s'instal·len a les rodes davanteres i els frens de tambor hidràulics amb sabates davanteres i posteriors només s'instal·len a les rodes posteriors. La suspensió davantera és un tipus d'enllaç inferior antiquat en lloc del tipus de forquilla oleo que és comú en els models de tres rodes d'automòbils de la competència, però això és el resultat de l'èmfasi en la durabilitat, igual que el de tres rodes automàtic de Mazda de gamma alta. models. El sistema de direcció era de cremallera i pinyó, amb volant redó.
La fi de la producció d'aquest model arribà el març de l'any 1969, comercialitzant-se les unitats en stock fins a l'exhauriment d'aquestes el setembre del mateix any. La producció total del model fou de 280.000 unitats. Fou substituït a la gama pel Mazda Porter, ja de quatre rodes. El K360, juntament amb el Mazda B360, foren exportats a Birmània durant la dècada del 1960 i més tard produïts allà fins a mitjans de la dècada del 1990, sent prou visibles als carrers birmans encara.